# Satellite Award/Fernsehen/Bester Nebendarsteller
Mit dem Satellite Award Bester Nebendarsteller in einer Serie, Miniserie oder einem Fernsehfilm werden die Schauspieler geehrt, die als Nebendarsteller herausragende Leistungen im Fernsehen gezeigt haben. 2002 und 2003 wurde die Auszeichnung in drei Kategorien vergeben: Dramaserie, Komödie/Musical-Serie und Miniserie/Fernsehfilm.
| Statistik (bis einschließlich Satellite Awards 2022)                        | |
| Am häufigsten honorierter Nebendarsteller (je zwei Siege)                   | John Lithgow für Dexter und The Old Man Neal McDonough für Boomtown und Justified |
| Am häufigsten nominierter Nebendarsteller                                   | Peter Dinklage für Game of Thrones (vier Nominierungen, davon ein Sieg) |
| Am häufigsten nominierter Nebendarsteller ohne Sieg (je drei Nominierungen) | Brian Dennehy für Blutige Macht – So wahr uns Mord helfe, Thanks of a Grateful Nation und Our Fathers Walton Goggins für Justified und The Righteous Gemstones Neil Patrick Harris für How I Met Your Mother Jimmy Smits für Dexter und Sons of Anarchy |

Es werden immer jeweils die Nebendarsteller des Vorjahres ausgezeichnet.

## Nominierungen und Gewinner

### 1996–1999
| Jahr | Preisträger        | für die Serie / Miniserie / den Fernsehfilm | Nominierungen |
| ---- | ------------------ | ------------------------------------------- | --- |
| 1996 | Stanley Tucci      | Murder One                                  | Brian Dennehy für Blutige Macht – So wahr uns Mord helfe Ian McKellen für Rasputin Anthony Quinn für Der Untergang der Cosa Nostra Treat Williams für The Late Shift |
| 1997 | Vondie Curtis-Hall | Don King: Only in America                   | Jason Alexander für Cinderella Joe Don Baker für Wallace Michael Caine für Mandela und De Klerk – Zeitenwende Ossie Davis für Miss Evers’ Boys                       |
| 1998 | David Clennon      | From the Earth to the Moon                  | Brian Dennehy für Thanks of a Grateful Nation Lance Henriksen für The Day Lincoln Was Shot Martin Short für Merlin Daniel Williams für Mit dem Rücken an der Wand    |
| 1999 | Nicht verliehen    |                                             | |

### 2000–2009
| Jahr | Preisträger                              | für die Serie / Miniserie / den Fernsehfilm | Nominierungen |
| ---- | ---------------------------------------- | ------------------------------------------- | --- |
| 2000 | Nicht verliehen                          |                                             | |
| 2001 | David Schwimmer                          | Band of Brothers – Wir waren wie Brüder     | Billy Campbell für Noch mehr Stadtgeschichten Cary Elwes für Uprising – Der Aufstand Colin Firth für Die Wannseekonferenz Stanley Tucci für Die Wannseekonferenz                                                 |
| 2002 | Victor Garber (Serie – Drama)            | Alias – Die Agentin                         | Dennis Haysbert für 24 Anthony Heald für Boston Public James Marsters für Buffy – Im Bann der Dämonen Ron Rifkin für Alias – Die Agentin                                                                         |
| 2002 | Eric Roberts (Serie – Komödie/Musical)   | Office Girl                                 | Sean Hayes für Will & Grace Peter MacNicol für Ally McBeal Chris Noth für Sex and the City David Hyde Pierce für Frasier                                                                                         |
| 2002 | Linus Roache (Miniserie/Fernsehfilm)     | Churchill – The Gathering Storm             | Jim Broadbent für Churchill – The Gathering Storm Jeremy Davies für The Laramie Project Terry Kinney für The Laramie Project Roy Scheider für King of Texas                                                      |
| 2003 | Neal McDonough (Serie – Drama)           | Boomtown                                    | Andy Hallett für Angel – Jäger der Finsternis Hill Harper für The Handler Anthony Heald für Boston Public Michael Rosenbaum für Smallville Gregory Smith für Everwood                                            |
| 2003 | Jeffrey Tambor (Serie – Komödie/Musical) | Arrested Development                        | David Cross für Arrested Development Sean Hayes für Will & Grace Bonnie Hunt für Alles dreht sich um Bonnie Matt LeBlanc für Friends David Hyde Pierce für Frasier                                               |
| 2003 | Justin Kirk (Miniserie/Fernsehfilm)      | Engel in Amerika                            | Eion Bailey für Pancho Villa – Mexican Outlaw Chris Cooper für Mein Haus in Umbrien Shawn Hatosy für Soldier’s Girl Patrick Wilson für Engel in Amerika Jeffrey Wright für Engel in Amerika                      |
| 2004 | Bill Nighy                               | The Lost Prince                             | Brad Dourif für Deadwood Balthazar Getty für Traffic William H. Macy für Stealing Sinatra Keith McErlean für The Blackwater Lightship                                                                            |
| 2005 | Randy Quaid                              | Elvis                                       | Brian Dennehy für Our Fathers Tim Blake Nelson für Warm Springs Paul Newman für Empire Falls Ruben Santiago-Hudson für Die Liebe stirbt nie William Shatner für Boston Legal                                     |
| 2006 | Tony Plana                               | Alles Betty!                                | Philip Baker Hall für The Loop Michael Emerson für Lost Robert Knepper für Prison Break Jeremy Piven für Entourage Forest Whitaker für The Shield – Gesetz der Gewalt                                            |
| 2007 | David Zayas                              | Dexter                                      | Michael Emerson für Lost Justin Kirk für Weeds – Kleine Deals unter Nachbarn T. R. Knight für Grey’s Anatomy Masi Oka für Heroes Andy Serkis für Die Moormörderin von Manchester Harry Dean Stanton für Big Love |
| 2008 | Nelsan Ellis                             | True Blood                                  | Željko Ivanek für Damages – Im Netz der Macht Harvey Keitel für Life on Mars John Noble für Fringe – Grenzfälle des FBI John Slattery für Mad Men Jimmy Smits für Dexter                                         |
| 2009 | John Lithgow                             | Dexter                                      | Chris Colfer für Glee Tom Courtenay für Klein Dorrit Neil Patrick Harris für How I Met Your Mother John Noble für Fringe – Grenzfälle des FBI Harry Dean Stanton für Big Love                                    |

### 2010–2019
| Jahr | Preisträger               | für die Serie / Miniserie / den Fernsehfilm | Nominierungen |
| ---- | ------------------------- | ------------------------------------------- | --- |
| 2010 | David Strathairn          | Du gehst nicht allein                       | Ty Burrell für Modern Family Bruce Campbell für Burn Notice Chris Colfer für Glee Alan Cumming für Good Wife Neil Patrick Harris für How I Met Your Mother Aaron Paul für Breaking Bad Martin Short für Damages – Im Netz der Macht |
| 2011 | Ryan Hurst Peter Dinklage | Sons of Anarchy Game of Thrones             | Ty Burrell für Modern Family Donald Glover für Community Walton Goggins für Justified Neil Patrick Harris für How I Met Your Mother Guy Pearce für Mildred Pierce James Woods für Too Big to Fail – Die große Krise                 |
| 2012 | Neal McDonough            | Justified                                   | Powers Boothe für Nashville Jim Carter für Downton Abbey Peter Dinklage für Game of Thrones Giancarlo Esposito für Breaking Bad Evan Peters für American Horror Story                                                               |
| 2013 | Aaron Paul                | Breaking Bad                                | Nikolaj Coster-Waldau für Game of Thrones William Hurt für Bonnie & Clyde Peter Sarsgaard für The Killing Jimmy Smits für Sons of Anarchy Corey Stoll für House of Cards Jon Voight für Ray Donovan James Wolk für Mad Men          |
| 2014 | Rory Kinnear              | Penny Dreadful                              | Matt Bomer für The Normal Heart Peter Dinklage für Game of Thrones Christopher Eccleston für The Leftovers André Holland für The Knick Jimmy Smits für Sons of Anarchy                                                              |
| 2015 | Christian Slater          | Mr. Robot                                   | Jonathan Banks für Better Call Saul Peter Dinklage für Game of Thrones Elvis Nolasco für American Crime Michael K. Williams für Bessie                                                                                              |
| 2016 | Ben Mendelsohn            | Bloodline                                   | Jonathan Banks für Better Call Saul Andre Braugher für Brooklyn Nine-Nine Jared Harris für The Crown Michael Kelly für House of Cards Hugh Laurie für The Night Manager                                                             |
| 2017 | Michael McKean            | Better Call Saul                            | Louie Anderson für Baskets Christopher Eccleston für The Leftovers Alexander Skarsgård für Big Little Lies Lakeith Stanfield für War Machine Stanley Tucci für Feud                                                                 |
| 2018 | Hugo Weaving              | Patrick Melrose                             | Mark Duplass für Goliath John Macmillan für King Lear Édgar Ramírez für American Crime Story Paul Ready für The Terror Ben Whishaw für A Very English Scandal                                                                       |
| 2019 | Jeremy Strong             | Succession                                  | Alan Arkin für The Kominsky Method Walton Goggins für The Righteous Gemstones Dennis Quaid für Goliath Andrew Scott für Fleabag Tony Shalhoub für The Marvelous Mrs. Maisel Stellan Skarsgård für Chernobyl                         |

### Ab 2020
| Jahr | Preisträger       | für die Serie / Miniserie / den Fernsehfilm | Nominierungen |
| ---- | ----------------- | ------------------------------------------- | --- |
| 2020 | Jeff Wilbusch     | Unorthodox                                  | Joshua Caleb Johnson für The Good Lord Bird Josh O’Connor für The Crown Tom Pelphrey für Ozark Donald Sutherland für The Undoing Ben Whishaw für Fargo                                                               |
| 2021 | Evan Peters       | Mare of Easttown                            | Bobby Cannavale für Nine Perfect Strangers John Carroll Lynch für Big Sky Paul Reiser für The Kominsky Method Michael Shannon für Nine Perfect Strangers                                                             |
| 2022 | John Lithgow      | The Old Man                                 | Giancarlo Esposito für Better Call Saul Walton Goggins für The Righteous Gemstones Richard Jenkins für Monster: Die Geschichte von Jeffrey Dahmer Shea Whigham für Gaslit Sam Worthington für Mord im Auftrag Gottes |
| 2023 | Jonathan Bailey   | Fellow Travelers                            | Khalid Abdalla für The Crown Murray Bartlett für The Last of Us James Cromwell für Succession Jon Gries für The White Lotus Lamar Johnson für The Last of Us                                                         |
| 2024 | Robert Downey Jr. | The Sympathizer                             | Tadanobu Asano für Shōgu Walton Goggins für Fallout Ebon Moss-Bachrach für The Bear: King of the Kitchen Chris Perfetti für Abbott Elementary Benny Safdie für The Curse                                             |